# 櫻井海音
櫻井 海音（さくらい かいと、2001年〈平成13年〉4月13日  - ）は、日本の俳優、ファッションモデル、ドラマー。バンド・インナージャーニーの元ドラマーである。旧芸名はKaito（カイト）。

## 略歴
2019年7月20日、バンドコンテスト『未確認フェスティバル2019』に出場を機にソロで活動していたカモシタサラのサポートバンドとしてインナージャーニーを結成し、ドラムを担当。
2020年11月24日、連続テレビ小説『エール』でNHK朝ドラ初出演し、俳優デビュー。
2021年1月2日、TBS系スペシャルドラマ『逃げるは恥だが役に立つ ガンバレ人類! 新春スペシャル!!』で民放ドラマ初出演。同年5月20日、個人での活動における名義を本名の櫻井海音に改名し、公式サイトをオープン。改名について、「20歳という節目を迎え、俳優として前に進んでいくための自分自身への意思表明。『櫻井海音』という名前を誰のものでもなく、一から『自分』のものにする為に、日々精進していかなければならないという、一種の十字架のような気持ちで背負っていければと思います。」とコメントしている。なお、バンドでの音楽活動は引き続きKaito名義で行う。同年6月26日、7月期フジテレビ系ドラマ『ナイト・ドクター』で「月9」に初出演し、連続ドラマに初めてレギュラー出演。同年7月9日、アニメーション映画『100日間生きたワニ』で声優初挑戦。
2022年2月11日、映画『嘘喰い』で映画初出演。同年7月17日から8月7日まで東京・本多劇場にて行われた舞台『鎌塚氏、羽を伸ばす』で舞台初出演。
2023年7月期TBS系日曜劇場『VIVANT』に主人公の若き頃の役で出演。同年9月1日、自身のインスタグラム及び公式サイトを通じ、所属しているバンド「インナージャーニー」を脱退することを発表した。同年9月22日、WOWOW・連続ドラマW-30『アオハライド Season1』で出口夏希とダブル主演を務め、ドラマ初主演。同年10月6日に1000 CLUBにて開催されるインナージャーニー結成4周年記念ワンマンライブ『インナージャーニーといっしょvol.4 -ラストソング編-』が最後のステージとなる。
2024年11月28日、Amazon Prime Videoにて配信されるドラマ『【推しの子】』でドラマ単独初主演。同年12月20日、続編を描いた映画『【推しの子】-The Final Act-』で映画初主演を果たした。

## 人物
- 趣味はフットサル[16]。特技はサッカーとドラム[17]。サッカーを始めたのは幼稚園の頃で中学3年生の時まで東京ヴェルディのジュニアユースに所属していた[18]。2015年に行われたCOPA ZELVIA U-14の大会ではチームで優勝を果たし、個人では大会のMVP（最優秀選手）も獲得している[19]。高校に進学した際にサッカーからフットサルの方へと転向し、2019年にイタリアで開催された高校生年代のフットサルの国際大会であるオルビエートカップ（Orvieto Cup）に高校生のフットサル日本代表として出場し、優勝を果たした[20][21][22]。
- 父親はMr.Childrenの桜井和寿[3][16]。
- 母親は元グラビアアイドルでギリギリガールズのメンバーだった吉野美佳[23][24]。
- 姉がいるが、その姉は母親違いの異母姉である。
- 尊敬するアーティストはスピッツ[16]。
- サッカー日本代表の久保建英は小学生時代からのサッカー仲間で[25]、通っていた高校も同じだった。久保が海外のチームに移籍した現在でも連絡を取り合っている仲である[26][27]。
- またコンサドーレ札幌所属の馬場晴也とU-23パリ五輪サッカー日本代表の藤田譲瑠チマ、山本理仁はかつてヴェルディのジュニアユースで一緒にプレーしてた仲間（同期生）であり、愛媛FC所属の石浦大雅はヴェルディのジュニアユース出身の同期生で通ってた中学も高校もずっと一緒で、常に一緒に居た親友同士だったと語っている。推しているJリーガーとしても石浦大雅の名前を挙げている[28][29]。
- ドラムを始めたのは中学2年生のとき[26]。
- 共演してみたい有名人は東海オンエア[26]。
- 芸能界の中で仲の良い俳優はTBS系列『差出人は、誰ですか?』で共演した三浦獠太と駒木根葵汰で、同じフットサルチームに所属している[26][30]。
- 好きな漫画は『ワンピース』[26]。
- 好きな映画は『海よりもまだ深く』[31]。
- 憧れの俳優は役所広司[31]。
- 子供の頃の夢はプロサッカー選手[31]。
- 生まれ変わったらなりたい有名人はリオネル・メッシ[31]。
- いつか共演してみたいミュージシャンはスピッツ[32]。

## 出演
主演作品は役名を太字で表示

### テレビドラマ
- 連続テレビ小説 エール（2020年11月24日、NHK） - 根来 役[5]
- 逃げるは恥だが役に立つ ガンバレ人類! 新春スペシャル!!（2021年1月2日、TBS） - 相場 役[6]
- ナイト・ドクター（2021年6月21日 - 9月13日、フジテレビ） - 新村風太 役[8]
- つまり好きって言いたいんだけど、（2021年10月7日 - 12月23日、テレビ東京） - 藤代瀬那 役[33]
- 顔だけ先生 第1話 - 第3話・第5話・最終話（2021年10月9日 - 23日・11月6日・12月18日、東海テレビ） - 市川大輔 役[34]
- 未来への10カウント（2022年4月14日 - 6月9日、テレビ朝日） - 江戸川蓮 役[35]
- 差出人は、誰ですか?（2022年10月11日 - 12月16日、TBS） - 成田育 役[36][37]
- 夕暮れに、手をつなぐ 第1話・第2話（2023年1月17日・24日、TBS） - 矢野翔太 役[38][39]
- VIVANT 第5話（2023年8月13日、TBS） - 18歳の時の乃木憂助 役[12][40]
- アオハライド （WOWOW） - 主演・馬渕洸 役（出口夏希とダブル主演）
  - Season1（2023年9月22日 - 11月10日）[13][41]
  - Season2（2024年1月19日 - 2月23日）[42]
- 泥濘の食卓（2023年10月21日 - 12月16日、テレビ朝日） - 那須川ハルキ 役[43]
- 御上先生（2025年1月19日 - 3月23日、TBS） - 津吹隼人 役[44][45]

### ウェブドラマ
- 水曜日22時だけの彼（2021年4月7日 - 5月12日、YouTube）- ハルト 役[46]
- 君に届け（2023年3月30日、Netflix） - 真田龍 役[注 1][47]
- 愛してるって、言いたい（2024年3月15日 - 5月10日、FOD） - 松重瑛斗 役
- 【推しの子】（2024年11月28日 - 12月5日、Amazon Prime Video） - 主演・アクア 役[48][49][15]

### 映画
- 嘘喰い（2022年2月11日公開、ワーナー・ブラザース映画） - 切間創一 役[10]
- バジーノイズ（2024年5月3日公開、ギャガ） - 慶二 役[50]
- 【推しの子】-The Final Act-（2024年12月20日公開、東映） - 主演・アクア 役[49][15]
- 僕らは人生で一回だけ魔法が使える（2025年2月21日公開、ポニーキャニオン） - ナツキ 役[51]
- お嬢と番犬くん（2025年3月14日公開、東宝） - 田貫幹男 役[52]
- カラダ探し THE LAST NIGHT（2025年9月5日公開予定、ワーナー・ブラザース映画） - 一ノ瀬陸人 役[53]

### アニメ映画
- 100日間生きたワニ（2021年7月9日公開[注 2]、東宝） - バンドマン 役[9]

### テレビ番組
- あざとくて何が悪いの?（テレビ朝日系列）
  - 2020年11月7日 - ユウスケ 役 ※ミニドラマ出演。Kaito名義[56][57]
  - 2021年1月30日 - 3月6日 - ツバサ 役 ※番組内の連続ミニドラマ出演。kaito名義[58]
- 王様のブランチ（2021年4月3日 - 2025年3月15日、TBS） - レギュラー[59]
- TBSスター育成プロジェクト 私が女優になる日_（2021年5月15日・22日、TBS） - 相手 役[60]

### Web配信
- オオカミくんには騙されない（2020年8月16日 - 11月1日、AbemaTV）[61]
- 愛してるって、言いたい（2024年3月15日 - 、FOD） - 松重瑛斗 役[62]

### 舞台
- 鎌塚氏、羽を伸ばす（2022年7月17日 - 8月7日、東京・本多劇場） - 真鍋リョウスケ 役[11]

### ラジオ
- SCHOOL OF LOCK!（2021年5月31日 - 6月3日、TOKYO FM） - 『BOYS LOCKS!』パーソナリティ[63]
- PIA SONAR MUSIC FRIDAY（2021年7月2日 - 、J-WAVE） - ナビゲーター

### ミュージック・ビデオ
- SEKAI NO OWARI「YOKOHAMA blues」（2021年2月10日）[64]
- フジファブリック「君を見つけてしまったから」（2021年11月17日）[65]
- きゃない「バニラ」（2022年3月9日）[66]
- 甲田まひる「Honey:)」（2024年10月10日）[67]
- WANIMA「存在」  (2025年3月4日)  [68]

### CM
- ニベア花王「ニベア エンジェルスキン ボディウォッシュ WEB MOVIE」（2021年3月 - ）[69]
- LINE
  - 【LINEマンガ】『ザ・ボクサー』 中村獅童 - 伝説のトレーナー・K 編（2021年4月29日 - ）[70]
  - 【LINEマンガ】『ザ・ボクサー』 Kaito - 天才を超える怪物・結城 編（2021年4月29日 - ）[70]
  - 【LINEマンガ】『ザ・ボクサー』 中村獅童 & Kaito - 怪物誕生 編（2021年4月29日 - ）[70]
- クリエイト
  - 「クリエイト転職」『さぁ、働こう。転職』編（2021年12月24日 - ）[71]
  - 「クリエイトバイト」『さぁ、働こう。バイト』編（2021年12月24日 - ）[71]
- カルビー「Body Granola」
  - 『姉と弟の朝』編（2024年2月22日 - ）[72]
- JR東日本「明日の DESIGN。」『社員のアイデア』篇（2025年3月26日-）